# Kalanderen

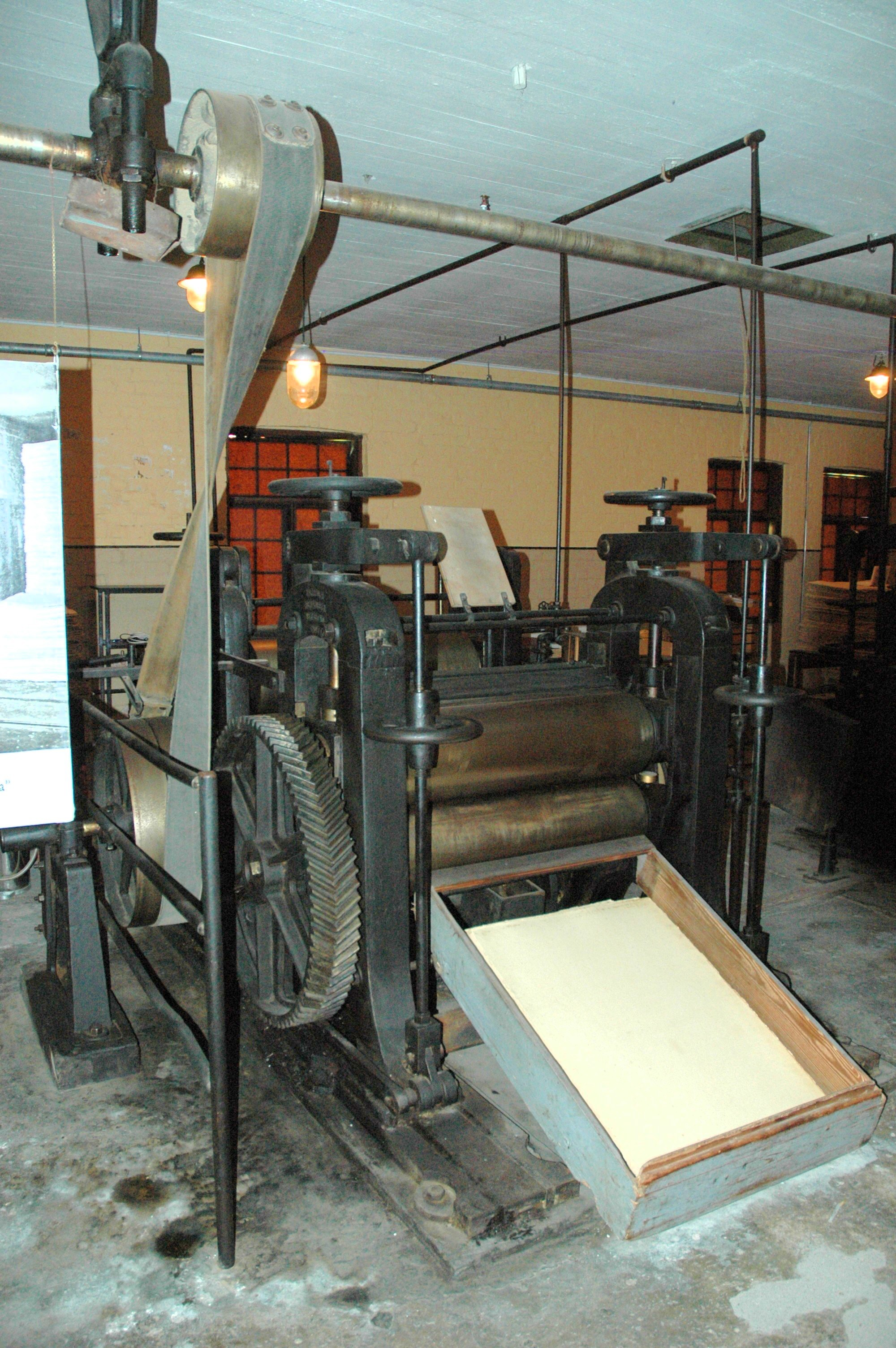
Kalandermachine

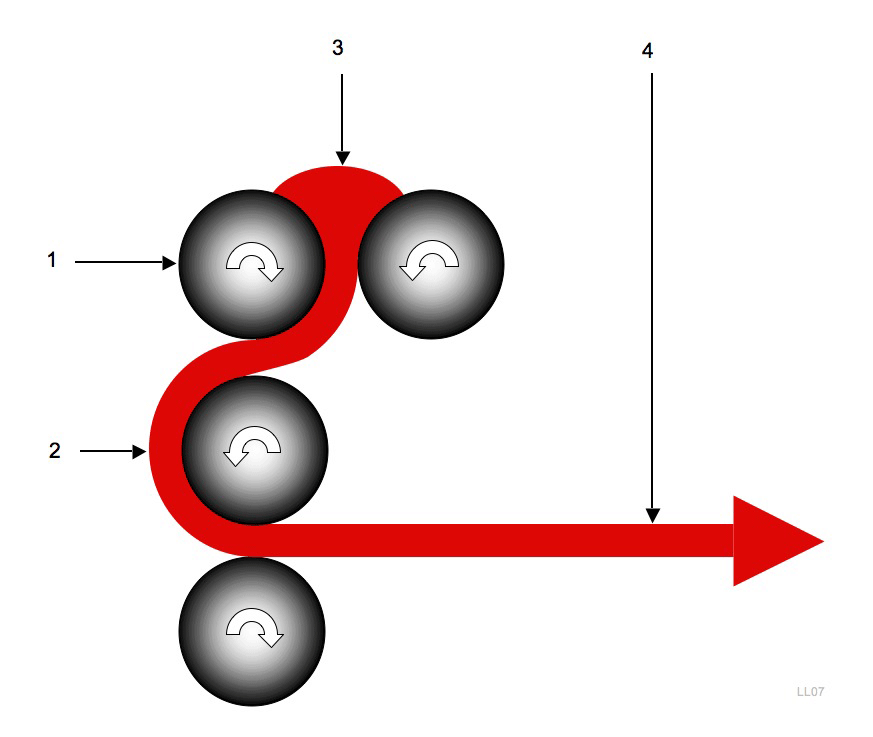
Opstelling van het kalandeerproces. 1 Walsen. 2 Gevormde folie. 3 Aanvoer materiaal. 4 Folie.

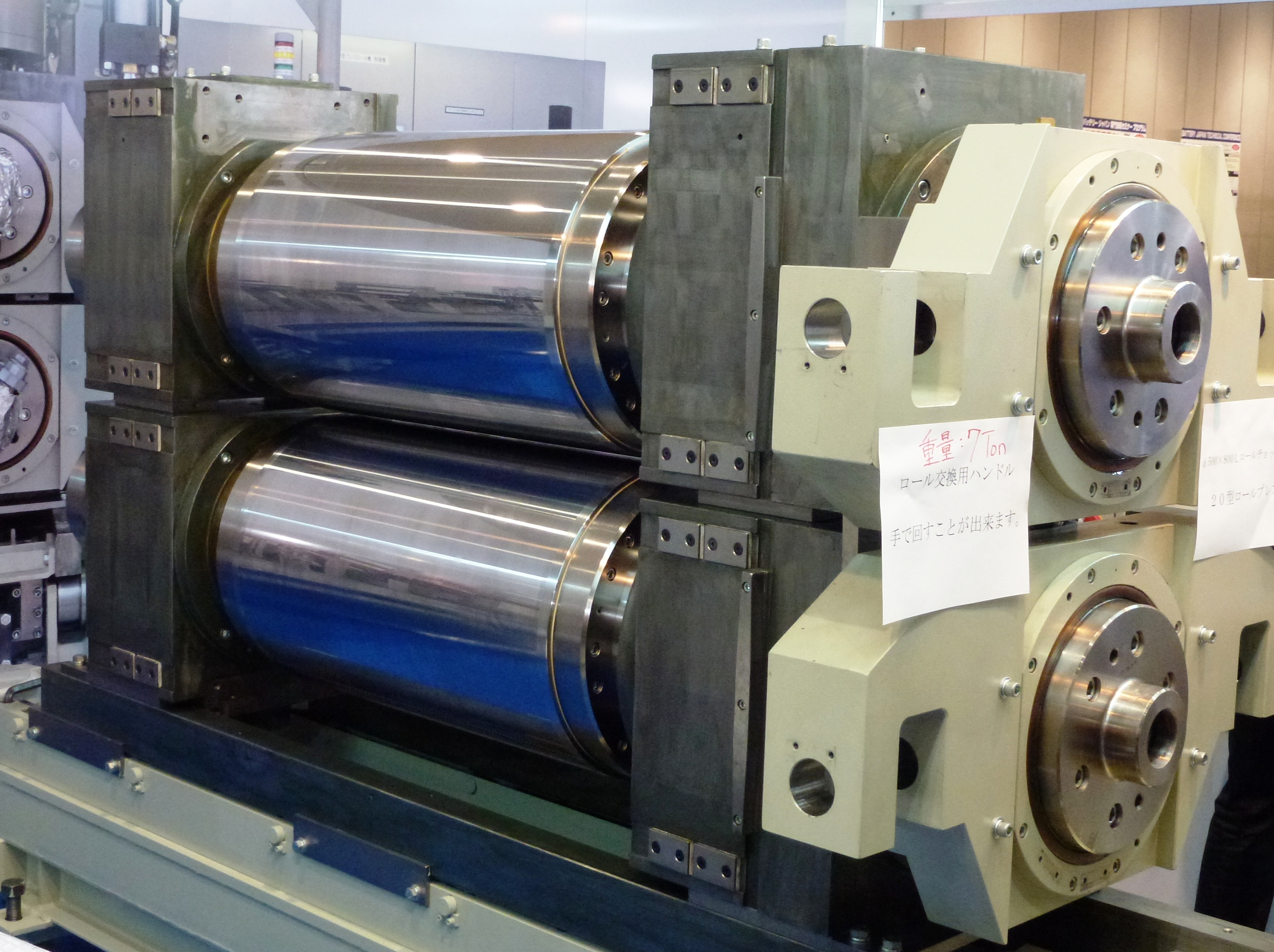
Kalanderpers voor het aanbrengen van elektrodes bij de fabricage van lithium-ionbatterijen.

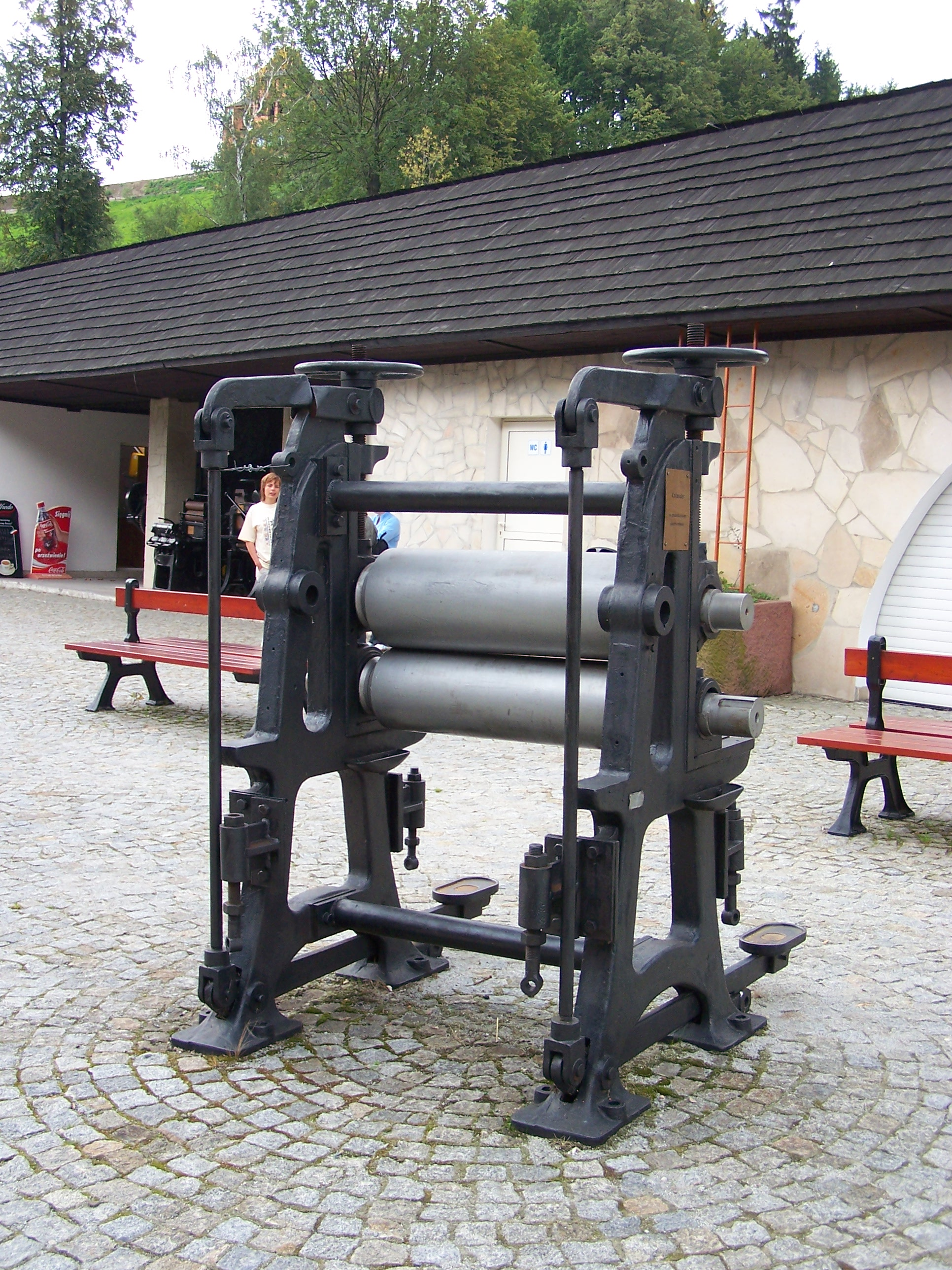
Historische kalander

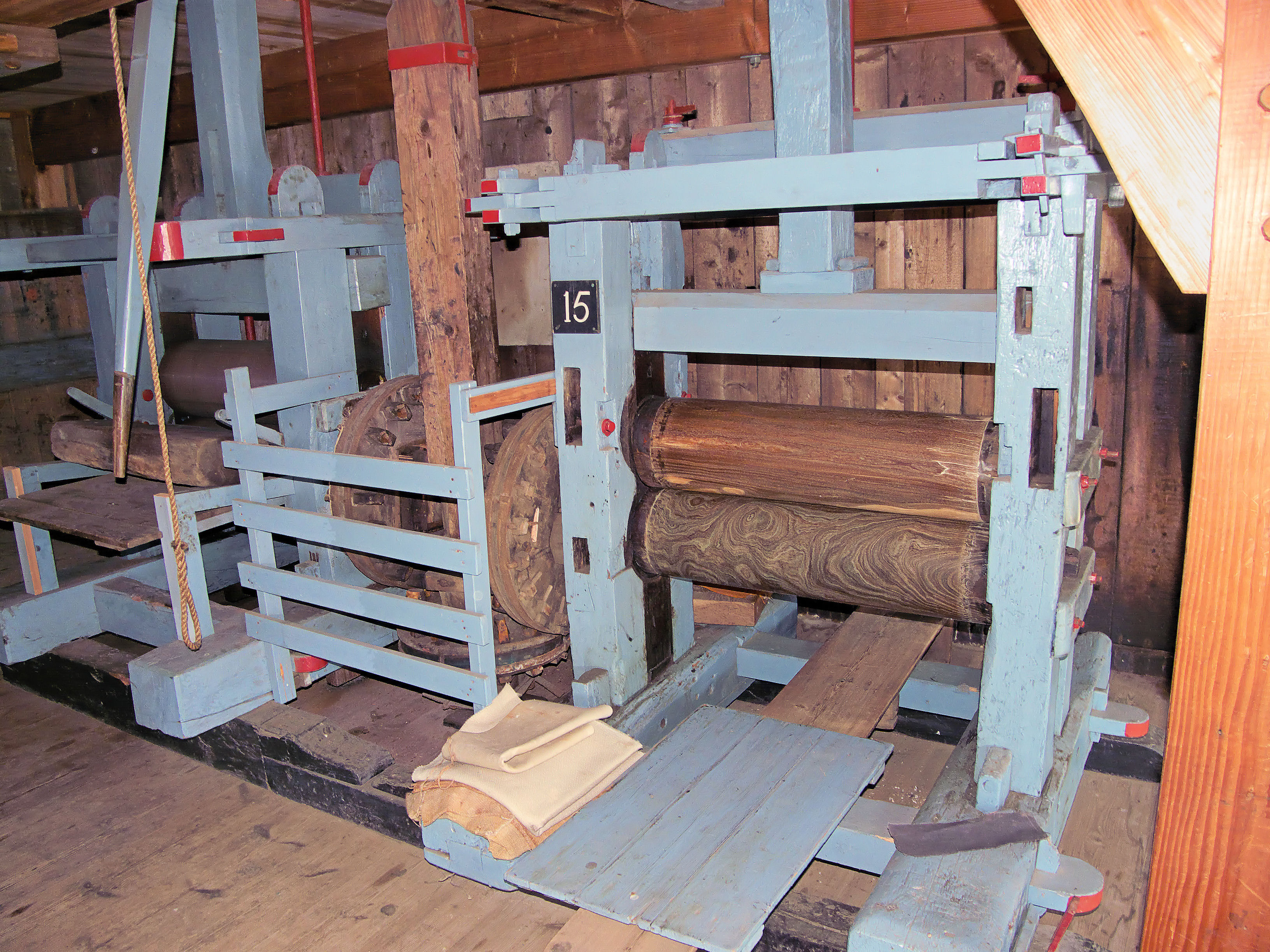
Kalander op de papiermolen De Schoolmeester

Kalanderen is het vormen van een thermoplastische massa tussen twee of meer walsen tot een folie, of het walsen van een textielstof (zoals katoen) om dit te laten glanzen.
Kalanderen is een industriële techniek. Hierbij wordt een thermoplast door middel van wrijving tot stroperige vorm (zie viscositeit) verwarmd en gekneed en vervolgens tussen twee of meer walsen tot een afgekoelde folie of band van een bepaalde dikte verwerkt. De verkregen band of folie kan gelijk het eindproduct zijn, maar ook een halffabricaat. Het product wordt vaak nog verder bewerkt door bijvoorbeeld thermovormen, persen of dieptrekken. Na het kalanderen kan de folie of band verder worden bewerkt door nerven (kunstleermotief), bedrukken, metalliseren, etc.

## Proces
Aangedreven walsen (1) trekken aan het thermoplastische materiaal (3). Hierdoor wordt het materiaal gekneed tot het de juiste dikte heeft (2). Het nog plastische materiaal wordt door de walsen geleid. Vervolgens wordt de aldus ontstane folie (4) afgekoeld en verder verwerkt. Afhankelijk van het vervolgproces wordt de folie of opgerold en als halffabricaat verder verwerkt of voorzien van een coating. Zie hiervoor het dompelcoat proces.
Als de wals wordt voorzien van een nerf (structuur) ontstaat er een folie met een decoratieve patroon.

## Begrippen
Er wordt onderscheid gemaakt tussen de walsen die het product op dikte brengen en de verdere steun, strek-, afkoel-, en opwikkelrollen. Kunststoffen die een (heel) kort rubbertraject hebben (zoals kristallijn PE) kunnen niet of zeer moeilijk worden gekalanderd. Pvc is bijvoorbeeld juist zeer goed te kalanderen.
Bij het verwante afgeleide proces kalandercoaten wordt op een weefsel (textiel, kunststof) of een staaldraad een laagje thermoplast of rubber aangebracht.
- Doubleren. Is het samenvoegen van twee of meer gelijksoortige folies.
- Cacheren. Is het onder druk, plastisch, samenvoegen van twee verschillende folies.
- Lamineren. Is het samen voegen van meerder folies met behulp van een lijmlaag.
- Nerven Is het voorzien van structuur in de folie door een walsrol te voorzien van een patroon.
- Bevlokken. Is het voorzien van de folie van een korte vezel, waardoor een velours uiterlijk wordt verkregen.

## Uitvoeringsvormen
Afhankelijk hoe de walsen ten opzichte van elkaar geplaatst zijn, onderscheidt men de I-, L-, F- en de Z- kalander opstelling. In de figuur is een F kalenderopstelling getekend. Voor het vervaardigen van hard pvc wordt hoofdzakelijk de L opstelling toegepast. Het zachte pvc wordt met de F opstelling gerealiseerd. Weefsels worden hoofdzakelijk met de Z kalanderopstelling voorzien van een deklaag.

## Toepassingen
In principe kan elke thermoplast worden gebruikt die een voldoende plastisch traject en een voldoende hoge viscositeit heeft. De dikte van de folies ligt tussen de 0,03 en 0,8 mm. Voor vloerbedekking wordt met speciale kalanders dikkere lagen gerealiseerd. Het kalanderproces wordt ook toegepast om weefsels of folies te voorzien van een deklaag (coating). In papiermachines en in papiermolens wordt het kalanderen toegepast om het papier vlak en glanzend te maken.
Het eindproduct kan afhankelijk van het gebruikte basismateriaal variëren van een verpakkingsfolie voor levensmiddelen tot een kunstleer voor modeproducten.
Veel toegepaste materialen zijn:
- ABS
- Cellulose-esters
- Copolymeren van pvc
- Hard en zacht pvc
- Kunstleer
- PE
- Polyolefinen
- Rubber
- Slagtaai polystyrol